# Караджа, Рейхан
Рейхан Караджа (тур. Reyhan Karaca, 8 ноября 1970, Стамбул) — турецкая певица
.

## Биография
Родилась 8 ноября 1970 года в стамбульском районе Шишли. Её отец — актёр Ахмет Караджа. В возрасте 8 лет выиграла премию Стамбульского детского хора. После окончания начальной школы Харбие поступила в консерваторию при Стамбульском техническом университете. В детстве была поклонницей Джорджа Майкла, в том числе благодаря этому Рейхан решила избрать для себя музыкальную карьеру.
После получения степени магистра в Стамбульском техническом университете три года работала там же. Также в течение года преподавала музыку в частном лицее и ещё год в частном колледже.

## Музыкальная карьера
Профессиональная музыкальная карьера Рейхан началась в 1987 году. Она работала бэк-вокалисткой и инструменталисткой у многих музыкантов. В 1988 году Рейхан в сотрудничестве с Мелихом Кибаром стали одними из кандидатов на выдвижение на конкурс «Евровидение» от Турции, но не смогли пройти отбор. В 1990 году Рейхан стала бэк-вокалисткой Зеррин Озер и проработала ей семь лет. В 1991 году Рейхан Караджа совместно с Изель Челикёз и Джаном Угурлуэром представляла Турцию на Евровидении, они заняли 12 место, набрав 44 балла.
В 1993 году выпустила первый студийный альбом «Başlangıç». Этот альбом не рекламировался, поскольку в момент его выхода были популярны другие жанры.
20 мая 1997 года Рейхан выпустила свой второй студийный альбом «Sevdik Sevdalandık», который стал для неё настоящим прорывом.
С 2012 года Рейхан стала уделять больше времени своей актёрской карьере. Совместно с Абдуллахом Шахином, Мерве Севи, Ипеком Танрыёй, Али Яйлы и Иремом Мерджаном она сыграла в пьесе «Öldüm Öldüm Dirildim». 5 июня 2012 года под лейблом «Ossi Müzik» Рейхан выпустила свой макси-сингл «Yaz». ПРодюсером стал Хакан Эрен, музыкальным режиссёром — Альпер Атакан. В вошла композиция «Sevmek En Büyük Devlet», записанная в 1994 году совместно с Эмель Мюфтюоглу, слова к ней написала Шахерезада, а также песня «Yüz Yıldır Yalnızım», написанная Зеки Гюнером.
13 января 2015 года вышел её сингл «Sobe», его продюсером стал Айзек Энджел, слова написал Марат Гюнеш, музыку — Джеймс Хейден Гэллагер. Песня была записана в Нью-Йорке, а клип к ней снимался в Филадельфии и Нью-Йорке. 13 мая 2015 года «DMC» выпустила новый сингл Рейхан «Şans», который был написан Айлой Челик, а аранжировщиком стал Джеймс Хейден Гэллагер. Песня была записана в Нью-Йорке, а съёмки клипа к ней проходили в Филадельфии, Нью-Джерси и Нью-Йорке.
5 января 2016 года канал начал трансляцию радио-программы «Reyhan Karaca ile Başarı Öyküleri», ведущей которой была Рейхан Караджа. Каждую неделю в этой программе Караджа рассказывала истории знаменитых гостей программы и артистов. 20 апреля 2016 года «DMC» выпустил новый сингл Рейхан «Kelebek», слова написал Берксан, а музыку Турач Беркай Озер. Режиссёром клипа стал Гёкхан Оздемир, съёмки проходили в США и Турции.
7 мая 2018 года вышел сингл «Roma», слова написал Селахаттин Эрхан, музыку — Окан Акы. Продюсером стал Яшар Кекева Плакчылык. Съёмки клипа прошли на обувной фабрике в Бейкозе, в них принимали участие танцоры, а также модель Али Юджель. Режиссёром стал Гёкхан Оздемир.